# 德昌聖心堂
德昌聖心堂位於四川省涼山州德昌縣，文物遺址年代判定為清。2012年7月16日公佈為第八批四川省文物保護單位。

## 概述
德昌聖心堂（俗稱天主堂）位於四川省涼山彝族自治州德昌縣城上翔街，建於清光緒二十一年（1895）。建築為瓦屋面西式磚木結構教堂，門窗均起尖拱，堂內明間部分起卷拱為穹隆頂，次間天花板為平頂，面闊三間9.8米；進深明問25.64米，次問22.2米，通高13.5米，占地面積320.92平方米。聖心堂是規模較宏大的一座西式建築，也是早年寧遠地區西式建築的典型代表，在建築藝術上也有一定的歷史研究價值。1992年，德昌聖心堂被德昌縣人民政府公佈為縣級文物保護單位；2007年，德昌聖心堂被涼山彝族自治州人民政府公佈為州級文物保護單位。